# الأريمة (حبيش)

تعديل مصدري - تعديل

الأريمة هي إحدى قرى عزلة الذارحي بمديرية حبيش التابعة لمحافظة إب، بلغ تعداد سكانها 282 نسمة حسب تعداد اليمن لعام 2004.